# Флаг муниципального округа Чертаново Центральное
Флаг муниципального округа Черта́ново Центра́льное в Южном административном округе города Москвы Российской Федерации — опознавательно-правовой знак, служащий официальным символом муниципального образования.
Первоначально флаг был утверждён решением от 1 июня 2004 года № 01-03-61 как флаг муниципального образования Чертаново Центральное.
Законом города Москвы от 11 апреля 2012 года № 11, муниципальное образование Чертаново Центральное было преобразовано в муниципальный округ Чертаново Центральное.
Решением Совета депутатов муниципального округа Чертаново Центральное от 22 мая 2018 года № 01-03-52 данный флаг был утверждён флагом муниципального округа Чертаново Центральное.

## Описание
Редакция 2018 года
«Прямоугольное двухстороннее полотнище с отношением ширины к длине 2:3, воспроизводящее фигуры из герба муниципального округа Чертаново Центральное, выполненные зелёным, жёлтым и белым цветом».
Геральдическое описание герба муниципального округа Чертаново Центральное гласит: «В зелёном поле с серебряной внутренней каймой — золотой саженец яблони».
Редакция 2004 года
«Флаг муниципального образования Чертаново Центральное представляет собой двустороннее, прямоугольное полотнище с соотношением сторон 2:3.
В зелёном полотнище внутренняя белая кайма, ширина которой составляет 1/40 длины (3/80 ширины) полотнища. Габаритные размеры каймы составляют 11/12 длины и 7/8 ширины полотнища.
В центре полотнища помещено изображение жёлтого саженца, габаритные размеры которого составляют 7/24 длины и 3/4 ширины полотнища».

## Обоснование символики
Флаг муниципального округа Чертаново Центральное выполнен на основе герба муниципального округа Чертаново Центральное и повторяет его символику.
Жёлтый саженец символизирует сложившийся в конце XIX века основной род занятий местных жителей: выращивание для продажи саженцев сливы, вишни, яблони, а также деревьев для устройства английских садов.
Белая внутренняя кайма символизирует две речки, протекающие по территории муниципального образования — Котляковка и Городню.
Примененные во флаге цвета символизируют:
— зелёный цвет символизирует весну, здоровье, молодость, а также наличие в прошлом на территории муниципального образования обширных садовых и огороднических угодий;
— жёлтый цвет (золото) — символ высшей ценности, величия, богатства, урожая;
— белый цвет (серебро) — символ простоты, совершенства, мудрости, мира и взаимного сотрудничества.